# Metoda Brunkow
Metoda Brunkow – metoda fizjoterapii stosowana w zespołach stereoataktycznych (np. choroba Parkinsona), w innych stanach zaburzenia ruchu pochodzenia mózgowego, w zespołach kręgopochodnych oraz w leczeniu skolioz.
Metoda została opracowana w 1981 r. w klinice uniwersyteckiej Friedrichsheim w Niemczech. Zawiera 18 ćwiczeń, z których 12 jest autorstwa dr Brunkow, a pozostałe powstały w wyniku dyskusji innych fizjoterapeutów. 
Metoda wykorzystuje zjawisko globalnych synergizmów wstępujących i zstępujących. Wszystkie ćwiczenia uczą przyjmowania skorygowanej postawy ciała. Większość z nich oparta jest na skurczu izometrycznym.
Kluczowym elementem metody jest ustawienie kątowe nadgarstka oraz stopy - zawierają najbogatszą reprezentację korową receptorów. Zaczyna się od pozycji najprostszych - leżenia tyłem z jednoczesnym zgięciem kończyn dolnych w stawach kolanowych i biodrowych. W kolejnych etapach nauczania przechodzi się do pozycji leżenia bokiem, leżenia przodem, klęku podpartego, klęku prostego, klęku jednonóż, aż w końcu przechodzi się do pozycji stojącej. Metoda ta jest trudna do zastosowania u małych dzieci, ponieważ brakuje u nich odpowiedniej koordynacji ruchowej oraz odpowiedniego poziomu siły mięśniowej. 
Wykonanie ćwiczenia składa się z trzech głównych faz :
1. Ustabilizowanie oddechu
  - przyjęcie pozycji wyjściowej (odpowiednie ustawienie kątowe w stawach kończyn)
2. Zaczerpnięcie powietrza (wdech) 
  - zgięcie w stawie skokowo-goleniowym oraz zgięcie grzbietowe nadgarstka
  - maksymalne oporowanie
3. Wypuszczenie powietrza (wydech) 
  - powolny powrót do pozycji wyjściowej
  - rozluźnienie całego ciała

Autorzy metody za podstawę jej skuteczności uważają wykonywanie ćwiczeń raz dziennie. Całkowity czas ćwiczenia początkowo nie powinien przekroczyć 5 minut. Z biegiem czasu należy zwiększać czas do minut 20. w przypadku jednostronnej dysfunkcji zaleca się wzorce kontrlateralne. 
Metodyka postępowania powinna być rozplanowana na okres 6 tygodni.